# Isole Chagemif
Le isole Chagemif o isole Častye (in russo острова Хагемиф, острова Частые?) sono un arcipelago di 8 isole che si trova nelle acque del mare di Ochotsk, nell'Estremo Oriente russo. Le isole sono situate nel liman dell'Amur tra il continente e l'isola di Sachalin, poco a nord dello stretto di Nevel'skoj e dello stretto dei Tartari. Amministrativamente appartengono al kraj di Chabarovsk.

## Geografia
Le otto isole dell'arcipelago sono: 
- Giamif (Гиамиф) è l'isola più vicina al continente, si trova 2,5 km a est di capo Uarkė (мыс Уаркэ).
- Čirtamif (Чиртамиф)
- Tjurmus (Тюрмус)
- Matemif (Матемиф)
- Chagemif (Хагемиф)
- Piljamif (Пилямиф), è l'isola maggiore con la sua lunghezza di 4 km per una larghezza di 1 km e un'altezza di 67 m.
- Bol'šoj Veljamif (Большой Велямиф)
- Malyj Veljamif (Малый Велямиф)

### Isole adiacenti
A sud-ovest delle Chagemif, vicino alla costa continentale si trovano le isole di Bol'šoj Čoma (Остров Большой Чома), and Malyj Čoma (Малый Чома), più a sud, la piccola isola Čakmut (Остров Чакмут).

### Fauna
Sulle isole nidificano il gabbiano dorsoardesia, il gabbiano giapponese e l'uria dagli occhiali.